# Walnut (Mississippi)
Walnut é uma cidade  localizada no estado americano de Mississippi, no Condado de Tippah.

## Demografia
Segundo o censo americano de 2000, a sua população era de 754 habitantes.
Em 2006, foi estimada uma população de 757, um aumento de 3 (0.4%).

## Geografia
De acordo com o United States Census Bureau tem uma área de
14,1 km², dos quais 14,0 km² cobertos por terra e 0,1 km² cobertos por água. Walnut localiza-se a aproximadamente 135 m acima do nível do mar.

## Localidades na vizinhança
O diagrama seguinte representa as localidades num raio de 28 km ao redor de Walnut.